# Coua verreauxi
Il cua di Verreaux (Coua verreauxi Grandidier, 1867) è un uccello della famiglia Cuculidae.

## Distribuzione e habitat
Questo uccello vive in un piccolo areale nel Madagascar sudoccidentale.

## Tassonomia
Coua verreauxi non ha sottospecie, è monotipico.